# Tadjikistan aux Jeux olympiques d'hiver de 2010
Cet article contient des informations sur la participation et les résultats du Tadjikistan aux Jeux olympiques d'hiver de 2010 à Vancouver au Canada. Il était représenté par 1 athlète.

## Cérémonies d'ouverture et de clôture

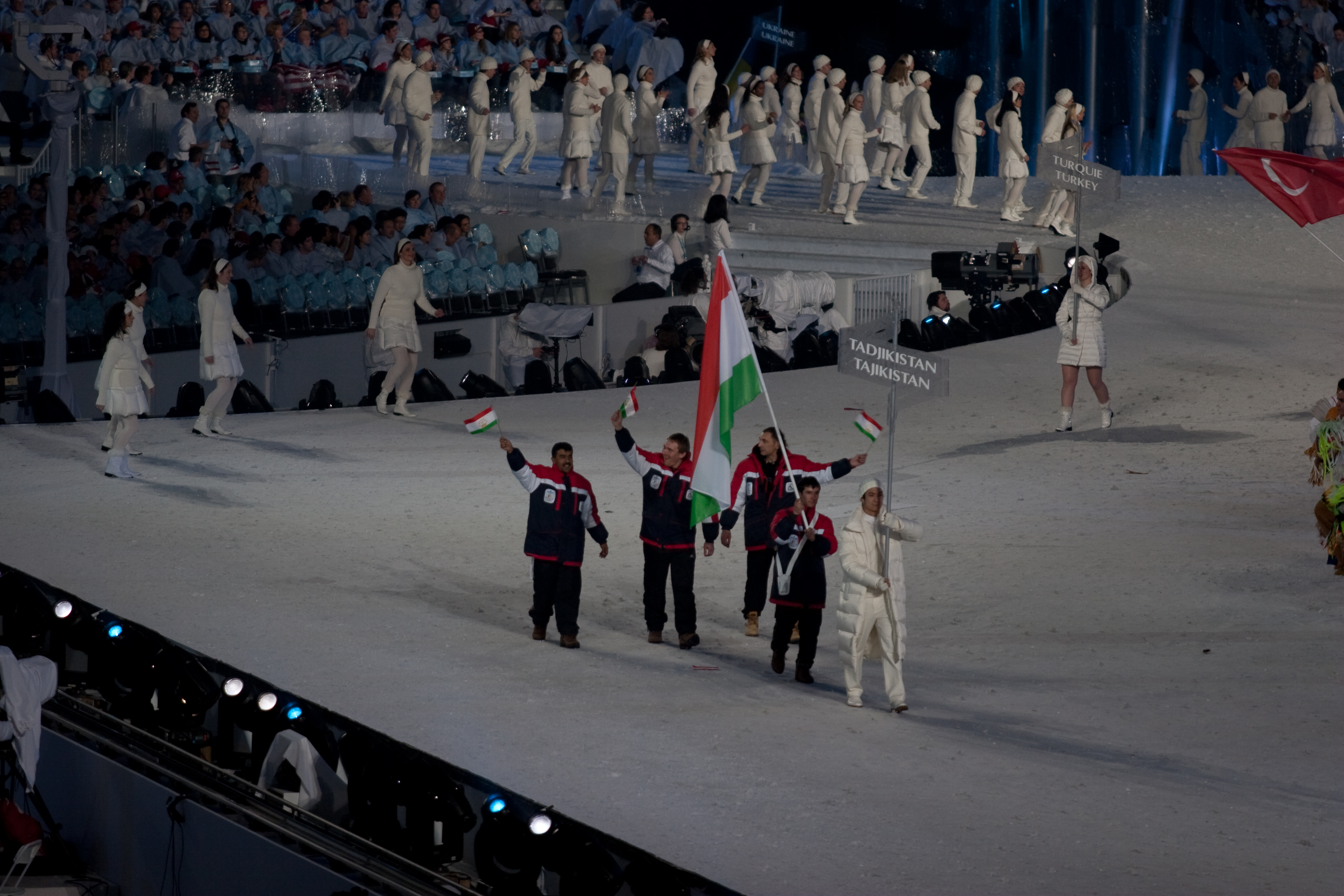
Entrée de la délégation tadjike lors de la cérémonie d'ouverture.

Comme cela est de coutume, la Grèce, berceau des Jeux olympiques, ouvre le défilé des nations, tandis que le Canada, en tant que pays organisateur, ferme la marche. Les autres pays défilent par ordre alphabétique. Le Tadjikistan est la 77e des 82 délégations à entrer dans le BC Place Stadium de Vancouver au cours du défilé des nations durant la cérémonie d'ouverture, après le Taipei chinois et avant la Turquie. Cette cérémonie est dédiée au lugeur géorgien Nodar Kumaritashvili, mort la veille après une sortie de piste durant un entraînement. Le porte-drapeau du pays est le skieur alpin Alisher Qudratov.
Lors de la cérémonie de clôture qui se déroule également au BC Place Stadium, les porte-drapeaux des différentes délégations entrent ensemble dans le stade olympique et forment un cercle autour du chaudron abritant la flamme olympique. Le drapeau tadjik est à nouveau porté par Alisher Qudratov.

## Ski alpin
| Nom           | Épreuve                                 |
| ------------- | --------------------------------------- |
| Andrei Drygin | Descente, Slalom, Slalom géant, Super-G |